# Manchester, Kentucky
Manchester är en stad (city) och administrativ huvudort (county seat) i Clay County i delstaten Kentucky, USA. 2010 hade staden 1 255 invånare.